# 거자오광
거자오광(중국어: 葛兆光, 병음: Gé Zhàoguāng, 한자음: 갈조광, 1950년~)은 중화인민공화국의 역사학자이다. 전근대 중국의 사상사와 종교사에 대해 연구했으며 특히 중국의 선불교의 지성사, 제도사에 대한 연구로 잘 알려져 있다. 베이징 대학에서 학위를 취득했으며 칭화 대학, 푸단 대학 등지에서 교편을 잡았다.

## 저서
- 《선종과 중국문화》(禅宗与中国文化, 1986)
- 《도교와 중국문화》(道教与中国文化, 1987)
- 《중국선사상사》(中国禅思想史, 1995)
- 《중국사상사》(中国思想史, 2001)